# Чемпионат Финляндии по фигурному катанию 2020
Чемпионат Финляндии по фигурному катанию 2020 года — соревнование по фигурному катанию среди спортсменов Финляндии сезона 2019-2020. Фигуристы соревнуются в мужском, женском одиночном катании  а также в спортивных танцах на льду. Соревнования в парном катании на национальном уровне в Финляндии последний раз проводились в 2017 году. Соревнования во всех дисциплинах проводятся на «взрослом» и юниорском уровнях.
По итогам чемпионата будет сформирована сборная команда Финляндии на чемпионаты Европы, мира и юниорский чемпионат мира.
Турнир проходит в Вантаа с 13 по 15 декабря 2019 года. 
Вантаа принимает национальный чемпионат в пятый раз. Последний раз чемпионат Финляндии проходил здесь в декабре 2017 года.

## Участники
Состав участников чемпионата объявлен 4 декабря 2019 года и опубликован на официальном сайте клуба HSK (Helsingfors Skridskoklubb), ответственного за проведение турнира.
В мужском одиночном катании заявлено четыре участника. Прошлогоднему победителю Роману Галаю противостоят многократный чемпион Финляндии Валттер Виртанен  и дебютирующие на взрослом уровне Лаури Ланкила и Микла Расиа.
В женском одиночном катании заявлено 12 участниц, включая двукратную чемпионку Эмми Пелтонен. 
Чемпионка 2019 года, бронзовый призёр Чемпионата Европы 2019 Вивека Линдфорс пока пропускает сезон из-за травмы.
В спортивных танцах на льду первоначально было заявлено три дуэта. Однако, прошлогодние чемпионы Юулия Турккила – Маттиас Верслуйс, пропустившие первую половину сезона из-за травмы партнёрши, не смогли стартовать на турнире.
Первенство оспаривали Юка Орихара – Юхо Пиринен и трехкратный чемпион Финляндии Юссивилле Партанен с новой партнёршей Ариной Клиновицкой.

## Расписание
Время местное (UTC+2)
| Дата       | Вид                   | Программа / Танец | Программа / Танец |
| Дата       | Вид                   | Короткая          | Произвольная      |
| ---------- | --------------------- | ----------------- | ----------------- |
| 14 декабря | Юниоры. Юноши         | 10:00             |                   |
| 14 декабря | Юниоры. Девушки       | 11:10             |                   |
| 14 декабря | Юниоры. Танцы на льду | 15:00             |                   |
| 14 декабря | Танцы на льду         | 15:25             |                   |
| 14 декабря | Мужчины               | 15:55             |                   |
| 14 декабря | Женщины               | 16:45             |                   |
| 15 декабря | Юниоры. Юноши         |                   | 10:00             |
| 15 декабря | Юниоры. Девушки       |                   | 11:20             |
| 15 декабря | Юниоры. Танцы на льду |                   | 14:55             |
| 15 декабря | Танцы на льду         |                   | 15:23             |
| 15 декабря | Мужчины               |                   | 15:55             |
| 15 декабря | Женщины               |                   | 16:50             |